# Вермель, Юлий Матвеевич
Юлий Матвеевич (Матфеевич) Вермель (1906—1938/1943?) — зоолог, эволюционист-ламаркист, один из первых биологов развития, репрессирован, погиб в лагере.

## Биография
Окончил МГУ в 1924 году по специальности «описательная зоология». В том же 1924-м вышла из печати книга «Очерки по теории эволюции» (Е. С. Смирнов, Ю. М. Вермель, Б. С. Кузин). Это одна из последних монографий, защищающих ламаркизм (не путать с лысенковщиной). Смирнов и его ученики, Вермель и Кузин, стояли на позициях неоламаркизма (самоназвание «механо-ламаркианцы»). Перу Вермеля в «Очерках» принадлежали первая («Изменчивость организмов, её причины и значение для эволюции» с. 15-49) и вторая («Наследственность» с. 50-83) главы, ему в момент публикации книги 18 лет.
С 16 июня 1926 по 14 июня 1932 — научный сотрудник Тимирязевского (Биологического) института. В тот же Научно-исследовательский институт имени К. А. Тимирязева была переведена лаборатория генетики в о главе с А. С. Серебровским. Как вспоминает Н. П. Дубинин, научные столкновения генетиков с ламаркистами, Е. С. Смирновым, Б. С. Кузиным и Ю. М. Вермелем «имели ожесточеннейший характер».
В 1930-х гг. — сотрудник лаборатории экологии НИИ Зоологии (НИИЗ) МГУ. Работал в Коммунистической академии.
Н. П. Дубинин вспоминает о Ю. М. в те годы: 

Ю. М. Вермель, красавец, с матовым лицом, длинными волосами, в чёрной шляпе, с чёрным длинным плащом, перекинутым через плечо, с тростью, блиставшей серебром, и со страшным перстнем, на котором изображён череп. Он всячески стремился выделиться из окружающей его толпы
.
В «Эпиграмме в терцинах» Осип Мандельштам говорит о Вермеле: «Он ученик Барбея д’Оревильи». Барбе д’Оревильи был теоретиком дендизма.
С О. Э. Мандельштамом Вермель был знаком через своего близкого друга Б. С. Кузина. Мандельштам посвятил Вермелю цикл из 6 шуточных стихотворений, датированных весной 1931 — октябрём 1932.
Арестован весной 1935 в один день с Б. С. Кузиным. По свидетельству Н. Е. Семпер, Вермель был осуждён по доносу на 3 года без права переписки и отправлен в город Свободный, в Бамлаг, где был определён на работу уборщика на свиноферме. Погиб в лагере.
Георгий Викторович Лопашов, один из ведущих биологов развития, считал Ю. М. Вермеля своим учителем и сохранил о нём добрую память на всю жизнь.

## Семья
Брат — Евгений Матвеевич Вермель (1904—1972).
Сестра — Софья Матвеевна Вермель (1909—1979), певица, солистка Московского театра оперетты.
Двоюродный брат — Дмитрий Сергеевич Усов (1896—1943), поэт-переводчик.

## Труды
- Смирнов Е. С., Вермель Ю. М., Кузин Б. С. Очерки по теории эволюции. М.: Красная новь. 1924. 203 с.
- Вермель Ю. М. 1928. Об изменчивости Anuraea serrulata и Arcella vulgaris в одном торфяном болоте. В сб.: Применение методов физической химии к изучению биологии пресных вод. // Тр. Звенигород. гидрофиз. ст. М.: 1928. c. 451—457.
- Вермель Ю. М. Эскизы о факторах, направляющих эволюцию. Тр. н.-и. ин-та зоологии [МГУ]. 1931. Т. 4. Вып. 3. 126 с.
- Вермель Ю. М. Опыты по искусственному партеногенезу у тутового шелкопряда. // Уч. зап. МГУ. 1934. Вып. 2, 5. Зоология. С. 265—270.